# Punct generic
În geometria algebrică un punct generic P dintr-o varietate algebrică⁠(d) X este, aproximativ vorbind, un punct în care toate proprietățile generice⁠(d) sunt adevărate, o proprietate generică fiind o proprietate care este adevărată în aproape toate punctele.
În geometria algebrică clasică, un punct generic al unei varietăți algebrice afine⁠(d) sau a unei varietăți algebrice proiective⁠(d) de dimensiunea d este un punct la care corpul generat de coordonatele sale are grad de transcendență d peste corpul generat de coeficienții ecuațiilor varietății.
În teoria schemelor⁠(d), spectrul⁠(d) unui domeniu de integritate are un punct generic unic, care este idealul prim minim. Deoarece închiderea acestui punct pentru topologia Zariski⁠(d) este întregul spectru, definiția a fost extinsă pentru topologia generală⁠(d), unde un punct generic al unui spațiu topologic X este un punct a cărui închidere este X.

## Definiție și motivare
Un punct generic al spațiului topologic X este un punct P a cărui închidere este tot din X, adică un punct care este dens în X.
Terminologia provine din cazul topologiei Zariski pe mulțimea de subvarietăți ale unei mulțimi algebrice⁠(d): mulțimea algebrică este ireductibilă (adică nu este reuniunea a două submulțimi algebrice proprii) dacă și numai dacă spațiul topologic al subvarietăților are un punct generic.

## Exemplu
Unicul Spațiu Hausdorff care are un punct generic este o mulțime singleton.

## Istoric
În abordarea fundamentală a lui André Weil, dezvoltată în Foundations of Algebraic Geometry (în română Bazele geometriei algebrice), punctele generice au jucat un rol important, dar au fost tratate într-un mod diferit. Pentru o varietate algebrică V peste un corp K, punctele generice din V erau o întreagă clasă de puncte din V luând valori într-un domeniu universal Ω, un corp algebric închis care conține K, dar și o cantitate infinită de nedeterminate noi. Această abordare a funcționat fără a fi nevoie să apeleze direct la topologia lui V (adică la topologia K-Zariski) pentru că toate specializările puteau fi discutate la nivel de corp.
Acest lucru a fost făcut cu prețul existenței unei mulțimi uriașe de puncte la fel de generice. Oscar Zariski, un coleg al lui Weil la São Paulo imediat după al Doilea Război Mondial, a insistat întotdeauna că punctele generice ar trebui să fie unice. (Acest lucru revine în termenii topologilor: ideea lui Weil nu reușește să ofere un spațiu Kolmogorov⁠(d) iar Zariski gândește în termenii coeficientului Kolmogorov.)
În schimbările fundamentale rapide din anii 1950, abordarea lui Weil a devenit perimată. Totuși, în teoria schemelor din 1957 punctele generice au revenit: de data aceasta à la Zariski. De exemplu, pentru R un Inel de valuare discretă, Spec(R) constă din două puncte, un punct generic (care vine de la idealul prim {0} ) și un punct închis sau punct special care provine de la unicul ideal maxim. (Pentru un inel de valuare discretă, spațiul topologic în cauză este spațiul Sierpiński⁠(d) al topologilor. Alte inele locale au puncte generice și speciale unice, dar un spectru mai complicat, deoarece reprezintă dimensiuni generale. Pentru aceste aspect cazul de evaluare discretă seamănă mult cu discul unitate complex.)